# 詹弗兰科·萨尔达尼亚
詹弗兰科·萨尔达尼亚（義大利語：Gianfranco Sardagna，1935年5月28日—），意大利男子篮球运动员。他曾代表意大利获得1960年夏季奥运会男子篮球比赛第四名和1964年夏季奥运会男子篮球比赛第五名。